# Physokermes fasciatus
Physokermes fasciatus är en insektsart som beskrevs av Borchsenius 1957. Physokermes fasciatus ingår i släktet Physokermes och familjen skålsköldlöss. Inga underarter finns listade i Catalogue of Life.